# Peter Kuyperkron
Peter Kuyperkron, Per Cuypercrona, Per Cuyper, Pierre Cupercrona (ur. 8 września 1650 prawdopodobnie w Elblągu, zm. 16/26 marca 1711 w Szczecinie) – szwedzki dyplomata.
Z pochodzenia Holender. Syn Antona Kuyperkrona, który pełnił funkcję komisarza Szwecji w Gdańsku w latach 1661-1686. Peter przebywał w Sztokholmie (1680-1684), następnie powierzono mu funkcję komisarza Szwecji w Gdańsku (1688-1711), choć miasto Gdańsk opuścił w 1709.